# Dead Kennedys
Dead Kennedys is een Amerikaanse punkband uit San Francisco. In de jaren 80 was deze een van de belangrijkste bands in het genre.
Dead Kennedys werd opgericht in 1978. Hun teksten zitten vol bijtend sarcasme, waarbij de tegenstellingen tussen politiek links en rechts door frontman Jello Biafra flink op de korrel worden genomen, maar waarbij boven alles "het systeem" kritisch moet worden gevolgd.

## Geschiedenis
Dead Kennedys debuteerde in 1980 met Fresh Fruit for Rotting Vegetables. Op die plaat staan hun bekendste nummers: California Über Alles en Holiday in Cambodia. In december 1981 verscheen de 12" In God we Trust inc., met op de B-kant onder andere een bewerking van California Über Alles, nu We've got a Bigger Problem Now geheten.
In 1982 verscheen Plastic Surgery Disasters. Op 4 december van dat jaar speelden ze (met MDC (Millions of Dead Cops, een punkband uit San Francisco) in het voorprogramma) in Zaal Volksbelang in Mechelen, en de daaropvolgende dag volgde hun enige Nederlandse concert in de originele bezetting (met The Ex en Jesus and the Gospelfuckers het voorprogramma), in een uitverkocht Paradiso in Amsterdam.
Het derde album was Frankenchrist uit 1985. De nummers werden hier en daar wat langer, maar het typische punkgeluid van Dead Kennedys bleef overeind. De staat Californië spande een rechtszaak tegen de band aan vanwege de poster bij het album, waarop penissen afgebeeld waren ("A Penis Landscape" van de Zwitserse kunstenaar Giger). De band won de rechtszaak uiteindelijk wel.
De laatste officiële plaat werd in 1986 uitgebracht: Bedtime for Democracy. Na de In God we Trust-ep is dit hun snelste plaat. Kort na het einde van Dead Kennedys verscheen de compilatie Give me Convenience or Give me Death; een plaat met singles, B-kantjes en onuitgebracht werk.
De LP's van Dead Kennedys gingen vergezeld met artwork. Bij Fresh Fruit for Rotting Vegetables zat een grote poster met een fotocollage en de teksten. Bij Plastic Surgery Disasters zat een boek, bij Frankenchrist de gewraakte Penis Landscape poster en bij Bedtime for Democracy een krant met de titel "Fuck Facts". Ook bij Give me Convenience or Give me Death zat weer een boekje met fotocollages, teksten en soms het verhaal achter een nummer.
Eind jaren negentig ontstond een ruzie tussen Biafra en de overige bandleden over achtergehouden royalty's. Biafra poogde de aandacht af te leiden en beschuldigde de rest van de band ervan het nummer Holiday in Cambodia te willen verkopen voor een reclamespot van Levi's. Dit werd door de andere drie bandleden niet alleen ontkend, maar ook als niet waar zijnde bewezen middels faxen waarop zij weigeren hun muziek te verkopen voor commerciële doeleinden. Biafra werd veroordeeld tot het betalen van achterstallige royalty's en een schadevergoeding, en het overdragen van het grootste deel van het liedmateriaal aan de rest van de band.
In 2001 kwam de band weer bij elkaar, zonder Biafra, die in eerste instantie vervangen werd door Brandon Cruz en later door Jeff Penalty. Met Brandon Cruz speelde de band in 2002 in de Melkweg in Amsterdam en met Jeff Penalty twee jaar later in het Patronaat in Haarlem en Mezz in Breda.

## Galerij

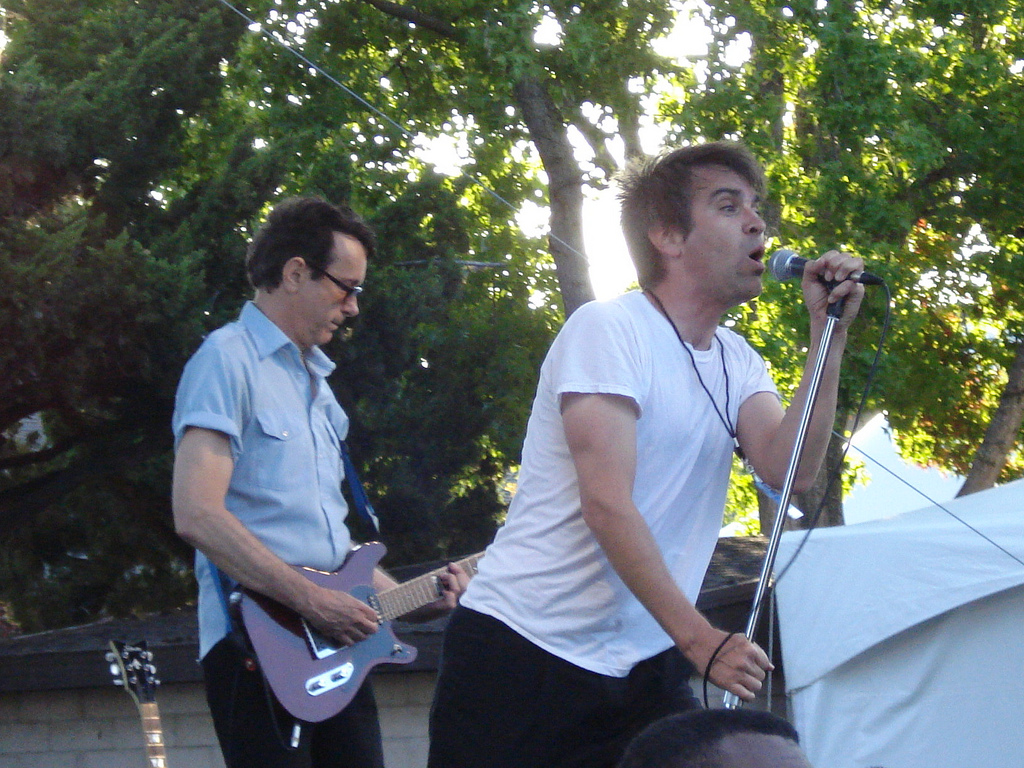
Dead Kennedys in 2009
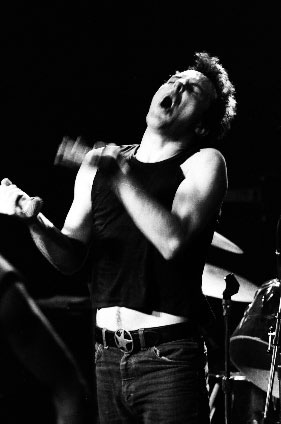
Jello Biafra in 2006

## Bandleden

### Huidige leden
- Ron "Skip" Greer - zang (2008-heden)
- East Bay Ray (Raymond Pepperell, Jr.) – gitaar (1978-1986, 2001-heden)
- Klaus Flouride (Geoffrey Lyall) – basgitaar (1978-1986, 2001-2010, 2011-heden)
- Steve Wilson - drums (2023-heden)

### Voormalige leden
- Jello Biafra – zang (1978-1986)
- Ted – drums (1978-1981)
- 6025 – gitaar (1978-1979)
- D.H. Peligro (Darren Henley) – drums (1981-1986, 2001-2008, 2009-2022; overleden in 2022)
- Brandon Cruz – zang (2001-2003)
- Jeff Penalty – zang (2003-2008)
- Dave Scheff - drums (2008-2009)
- Greg Reeves - basgitaar (2010-2011)
- Santi Guardiola - drums (2023)

## Discografie

### Studioalbums
- Fresh Fruit for Rotting Vegetables (1980)
- Plastic Surgery Disasters (1982)
- Frankenchrist (1985)
- Bedtime for Democracy (1986)

### 12"
- In God we Trust inc. (1981)

### Compilaties
- Give me Convenience or Give me Death (1987, singles, B-kanten en zeldzaam materiaal)
- Milking the Sacred Cow (2007, grootste hits)

### Singles
- California Über Alles / Man with the Dogs (1979)
- Holiday in Cambodia / Police Truck (1980)
- Kill the Poor / In-Sight (1980)
- Too Drunk to Fuck / The Prey (1981)
- Nazi Punks Fuck Off! / Moral Majority (1981)
- Bleed for Me / Life Sentence (1982)
- Halloween / Saturday Night Holocaust (1982)

### Livealbums
- Mutiny On The Bay (2001, oude live-opnamen)
- Live at the Deaf Club (2004, oude live-opnamen)

### VHS en/of DVD
- Live at DMPO's on Broadway (1984, 58 minuten durend concert uit 1984)
- The Early Years Live (2001, live-opnames uit de begindagen)
- In God we Trust inc. The Lost Tapes (2003, "The Making off" In God we trust inc. + live-uitvoeringen van de nummers daarop)